# Представление Бурау
Представление Бурау — линейное представление группы кос, введённое в 1935 году немецким математиком Вернером Бурау.

## Определение
Представлением Бурау (или неприведённым представлением Бурау) называется гомоморфизм
{\displaystyle \psi _{n}\colon B_{n}\to {\rm {GL}}_{n}(\Lambda )}
из группы кос из {\displaystyle n\geq 2} нитей в полную линейную группу кольца {\displaystyle \Lambda :=\mathbb {Z} [t,t^{-1}]} многочленов Лорана с целыми коэффициентами одной переменной {\displaystyle t}, заданный на образующих Артина равенством
{\displaystyle \psi _{n}(\sigma _{i}):=\left({\begin{array}{c|cc|c}E_{i-1}&0&0&0\\\hline 0&1-t&t&0\\0&1&0&0\\\hline 0&0&0&E_{n-i-1}\end{array}}\right),}
где символ {\displaystyle E_{k}} обозначает единичную матрицу размера {\displaystyle k\times k}, рассматриваемую как блок блочно-диагональной матрицы {\displaystyle \psi _{n}(\sigma _{i})}. Образом обратной образующей Артина при таком гомоморфизме является матрица
{\displaystyle \psi _{n}(\sigma _{i}^{-1}):=\left({\begin{array}{c|cc|c}E_{i-1}&0&0&0\\\hline 0&0&1&0\\0&t^{-1}&1-t^{-1}&0\\\hline 0&0&0&E_{n-i-1}\end{array}}\right).}
Элементы образа представления Бурау называются матрицами Бурау.

### Интерпретации
Данное линейное представление допускает следующую наглядную интерпретацию. С каждой косой {\displaystyle \beta \in B_{n}} свяжем элемент {\displaystyle \varphi _{n}(\beta )\in {\rm {GL}}_{n}(\Lambda )}, задав соответствующее ему линейное преобразование векторного пространства {\displaystyle \Lambda ^{n}}. Чтобы определить действие этого преобразования на упорядоченном наборе {\displaystyle (\lambda _{1},\lambda _{2},\ldots ,\lambda _{n})\in \Lambda ^{n}}, выберем диаграмму косы {\displaystyle \beta } и следующим образом сопоставим элементы кольца {\displaystyle \Lambda } дугам этой диаграммы. Сначала для каждого {\displaystyle k\in \{1,2,\ldots ,n\}} отметим на дуге, содержащей {\displaystyle k}-ый левый конец косы (при нумерации концов снизу вверх), элемент {\displaystyle \lambda _{k}}. Далее, шаг за шагом распространим данное сопоставление на все остальные дуги: для каждого перекрёстка, в котором на двух из трёх составляющих его дуг уже отмечены элементы {\displaystyle x} и {\displaystyle y}, где {\displaystyle y} — метка верхней ветви перекрёстка, припишем оставшейся дуге элемент {\displaystyle tx+(1-t)y}, если перекрёсток является положительным, и элемент {\displaystyle t^{-1}x+(1-t^{-1})y}, если перекрёсток является отрицательным. Результатом действия искомого преобразования на исходном наборе полагается, по определению, упорядоченный набор {\displaystyle (\lambda _{1}^{\prime },\lambda _{2}^{\prime },\ldots ,\lambda _{n}^{\prime })}, где {\displaystyle \lambda _{k}^{\prime }} — метка дуги, содержащей {\displaystyle k}-ый правый конец косы (при нумерации концов снизу вверх). Тогда
{\displaystyle \psi _{n}=\varphi _{n}\circ \tau _{n}},
где {\displaystyle \tau _{n}\in {\rm {Aut}}(B_{n})} — отражение кос.

## Специализации
Отдельный интерес представляют специализации
{\displaystyle B_{n}\to {\rm {GL}}_{n}(\mathbb {C} )}
представления Бурау, получающиеся из него подстановкой вместо переменной {\displaystyle t} некоторого фиксированного ненулевого комплексного числа. Наиболее изученными являются специализации в корнях из единицы.

### Перестановочное представление
Результат подстановки {\displaystyle t=1} в матрицу Бурау косы является матрицей перестановки, соответствующей этой косе. Таким образом, специализация представления Бурау при {\displaystyle t=1} совпадает с композицией
{\displaystyle B_{n}\to S_{n}\to {\rm {GL}}_{n}(\mathbb {Z} )}
гомоморфизма, отображающего косу в её перестановку, и линейного перестановочного представления симметрической группы.

### Целочисленное представление Бурау
Специализация представления Бурау при {\displaystyle t=-1} имеет вид
{\displaystyle \rho \colon B_{n}\to {\rm {GL}}_{n}(\mathbb {Z} )}
и называется целочисленным представлением Бурау. Его ядро называется заплетённой группой Торелли (от англ. braid Torelli group) и обозначается символом {\displaystyle BI_{n}}.
Для {\displaystyle m\in \mathbb {N} } композиция целочисленного представления Бурау с редукцией по модулю {\displaystyle m} задаёт представление
{\displaystyle \rho _{m}\colon B_{n}\to {\rm {GL}}_{n}(\mathbb {Z} )\to {\rm {GL}}_{n}(\mathbb {Z} /m\mathbb {Z} )}.
Его ядро называется конгруэнтной подгруппой уровня {\displaystyle m} (от англ. level {\displaystyle m} congruence subgroup) или группой кос уровня {\displaystyle m} (от англ. level {\displaystyle m} braid group) и обозначается символом {\displaystyle B_{n}[m]}.